# 内山田竹志
内山田 竹志（うちやまだ たけし、1946年〈昭和21年〉8月17日 - ）は、日本の技術者・実業家。トヨタ自動車相談役、元トヨタコンポン研究所代表取締役、元トヨタ自動車Executive Fellow、同社元代表取締役会長。
その他にも豊田鞍ヶ池開発代表取締役社長、一般社団法人日本自動車会議所会長、公益財団法人科学技術交流財団会長、社団法人日・タイ経済協力協会会長、一般社団法人産業競争力懇談会理事長、社団法人日本自動車教育振興財団理事長などを歴任した。愛知県岡崎市出身。栄典は藍綬褒章。

## 略歴
愛知県岡崎市出身。父の亀男もトヨタマンで、3代目クラウンの開発責任者（チーフエンジニア）を務めた。愛知県立旭丘高等学校を経て、1969年（昭和44年）3月に名古屋大学工学部応用物理学科を卒業し、同年4月にトヨタ自動車工業（現・トヨタ自動車）に入社。1994年（平成6年）に第2開発センター（FF乗用車部門）第2企画部主査に就任し、同年から初代プリウスの開発責任者となる。1996年（平成8年）に同センターチーフエンジニア、1998年（平成10年）に取締役、2001年（平成13年）に常務取締役、2003年（平成15年）に専務取締役、2005年（平成17年）に取締役副社長、2012年（平成24年）に取締役副会長、2013年（平成25年）に代表取締役会長（第5代、工販分離前から数えると第9代）に就任した。
豊田章男社長体制下で、副社長、副会長、会長を歴任している。トヨタ自動車本体の社長を経ずに同社会長に就任したのは、1978年（昭和53年）に第4代トヨタ自動車工業会長に就任した花井正八以来である。2013年（平成25年）からは日本経済団体連合会副会長にも就任している。2014年（平成26年）4月10日、トヨタは、最大熱効率を38 %まで高めたアトキンソンサイクルエンジンの開発完了と、2016年（平成28年）までに14機種の高効率エンジンを投入することを発表し、在来型（コンベンショナル、略称コンベ）エンジンの強化に力を入れていく方針を明らかにしたが、この背景には、ハイブリッド車（HEV）に強い思い入れのある内山田が経団連副会長に就任して、現場に対する影響力が弱まったことも原因にあるという。
2014年、一般財団法人経済広報センター副会長に就任。2015年春の褒章で藍綬褒章を受章。同年、総務省情報通信審議会会長。2016年、公益社団法人日本ロジスティクスシステム協会理事。2017年、一般社団法人日本自動車会議所会長、公益財団法人日本自動車教育振興財団理事長。2018年、一般社団法人産業競争力懇談会理事長、豊田合成監査役、ジェイテクト取締役。2019年、三井物産取締役に就任。2020年、東海国立大学機構経営協議会委員。豊田カントリー倶楽部理事長、公益財団法人科学技術交流財団会長、一般社団法人日タイ経済協力協会会長、国立大学法人名古屋大学経営協議会学外委員、名古屋大学基金支援会副会長、一般社団法人日本IR協議会評議員、公益社団法人発明協会副会長、公益社団法人自動車技術会理事、株式会社国際経済研究所理事、一般財団法人省エネルギーセンター運営諮問委員会委員、プラチナ構想ネットワーク幹事、認定特定非営利活動法人全国就労支援事業者機構理事、特定非営利活動法人STSフォーラム理事、公益財団法人産業教育振興中央会参与、学校法人ものつくり大学理事、一般財団法人トヨタ・モビリティ基金設立時評議員、経済産業省計量行政審議会会長、文部科学省科学技術・学術審議会委員、総合科学技術・イノベーション会議有識者議員等も歴任した。
2023年4月1日にトヨタ自動車会長職を退任して、代表取締役兼Executive Fellowに就いた。同年6月の株主総会で代表取締役からも退任し、トヨタコンポン研究所代表取締役に就任。2025年6月、トヨタ自動車相談役。

## 履歴

### 学歴・職歴
- 1969年（昭和44年）3月 - 名古屋大学工学部応用物理学科卒業[46]。
- 1969年（昭和44年）4月 - トヨタ自動車工業（現・トヨタ自動車）入社[47]。
- 1994年（平成6年）1月 - トヨタ自動車 第2開発センター第2企画部主査[46]。
- 1996年（平成8年）1月 - トヨタ自動車 第2開発センターチーフエンジニア[48]。
- 1998年（平成10年）6月 - トヨタ自動車取締役 第3開発センター副センター長[46]。
- 1999年（平成11年）6月 - トヨタ自動車取締役 第3開発センターセンター長[49]。
- 2000年（平成12年）6月 - トヨタ自動車取締役 第2開発センターセンター長[50]。
- 2001年（平成13年）6月 - トヨタ自動車常務取締役 海外カスタマーサービス本部本部長[47]。
- 2002年（平成14年）6月 - トヨタ自動車常務取締役 第1開発センターセンター長[51]。
- 2003年（平成15年）6月 - トヨタ自動車専務取締役 車両技術本部本部長[52]。
- 2003年（平成15年）7月 - 豊田汽車技術中心（中国）有限公司副董事長[48]。
- 2003年（平成15年）8月 - トヨタ・テクニカルセンター・アジアパシフィック・タイランド取締役会長[48]。
- 2004年（平成16年）6月 - トヨタ自動車専務取締役 生産管理・物流本部本部長[53]。
- 2004年（平成16年）6月 - 光洋精工（現・ジェイテクト）社外取締役[54]。
- 2005年（平成17年）6月 - トヨタ自動車代表取締役副社長 生産・TQM・環境担当[55]。
- 2005年（平成17年）6月 - 豊田汽車技術中心（中国）有限公司董事長[56]。
- 2006年（平成18年）6月 - トヨタ神戸自動車大学校理事長[57]。
- 2007年（平成19年）6月 - トヨタ自動車代表取締役副社長 生産・TQM担当[58]。
- 2009年（平成21年）6月 - トヨタ自動車代表取締役副社長 デザイン本部本部長[59]。
- 2010年（平成22年）1月 - キャルティ・デザイン・リサーチ・インコーポレイテッド取締役副社長[60]。
- 2010年（平成22年）11月 - 豊田汽車研発中心（中国）有限公司設立 董事長[61]。
- 2012年（平成24年）1月 - トヨタ自動車代表取締役副社長 第1技術開発本部本部長[62]。
- 2012年（平成24年）6月 - トヨタ自動車代表取締役副会長[63]。
- 2013年（平成25年）4月 - 日本経済団体連合会副会長[64]。
- 2013年（平成25年）6月 - トヨタ自動車代表取締役会長[65]。
- 2014年（平成26年）5月 - 内閣府 総合科学技術・イノベーション会議有識者議員[66]。
- 2014年（平成26年）7月 - 経済広報センター副会長[67]。
- 2014年（平成26年）8月 - 一般財団法人トヨタ・モビリティ基金設立 評議員[68]。
- 2015年（平成27年）6月 - 豊田中央研究所代表取締役[69]。
- 2015年（平成27年）7月 - 一般社団法人日・タイ経済協力協会会長（現任）。
- 2015年（平成27年）12月 - 総務省 情報通信審議会会長（現任）[70]。
- 2016年（平成28年）5月 - 経済産業省 計量行政審議会会長[71]。
- 2016年（平成28年）6月 - 公益社団法人日本ロジスティクスシステム協会理事（現任）[72]。
- 2017年（平成29年）3月 - 文部科学省 科学技術・学術審議会委員[73]。
- 2017年（平成29年）6月 - 一般社団法人日本自動車会議所会長[74]。
- 2017年（平成29年）6月 - 一般社団法人日本自動車教育振興財団理事長（現任）[75]。
- 2017年（平成29年）6月 - 豊田鞍ヶ池開発代表取締役社長（現任）[76]。
- 2018年（平成30年）1月 - トヨタホーム非常勤取締役（現任）[77]。
- 2018年（平成30年）5月 - 一般社団法人産業競争力懇談会理事長（現任）[78]。
- 2018年（平成30年）5月 - 公益財団法人科学技術交流財団会長（現任）。
- 2018年（平成30年）6月 - 東海理化電機製作所監査役（現任）[79]。
- 2018年（平成30年）6月 - 豊田合成監査役（現任）[80]。
- 2018年（平成30年）6月 - ジェイテクト社外取締役（現任）[81]。
- 2019年（令和元年）6月 - 三井物産社外取締役（現任）[82]。
- 2023年（令和5年）4月 - トヨタ自動車代表取締役兼Executive Fellow（会長を退任）[2]。
- 2023年（令和5年）6月 - トヨタ自動車Executive Fellow（代表取締役を退任）[2]。
- 2025年（令和7年）6月 - トヨタ自動車相談役、一般社団法人日本自動車会議所名誉顧問（現任）[83]

### 受賞・栄誉
- 2015年（平成27年）4月 - 藍綬褒章[46]。
- 2020年（令和2年）11月 - 旭日大綬章[84][85]

## 家族・親族
- 父：内山田亀男（トヨタ自動車元チーフエンジニア）[86][87]